# Orfeus
Orfeus/Orpheus (græsk: Ορφεύς) er en græsk sagnskikkelse. Han var søn af Kalliope, muse for sang og digtning. Pindar kaldte ham "sangens fader". Som hans far opgives i nogle versioner kong Oeagrus af Thrakien, i andre Apollon. Orfeus var konge over den thrakiske stamme ciconerne. Han optræder hverken hos Homer eller Hesiod, men er først kendt fra Ibycus' tid (ca. 530 f.Kr.).

## Navnet
Navnet Orfeus kan være afledet af græsk ὄρφνη (órfni = "mørke")  eller græsk ὀρφανός (orfanós = "faderløs, forældreløs")  som det engelske ord orphan (= forældreløs) stammer fra.

## Myten
Orfeus skildres som en af antikkens digtere og musikere, og opfinder af lyren. Med sang og musik kunne han tæmme vilde dyr, lokke træer og klipper til at danse, og ændre flodernes løb. Som en af civilisationens pionerer underviste han i medicin, skrivning og landbrug. Orfeus var spåmand og tæt knyttet til det religiøse liv. Han praktiserede bl.a. astrologi og grundlagde både Apollon- og Dionysoskulterne. Det var ham, der indførte mystiske riter både offentligt og privat.
Orfeus elskede Eurydike, som døde af et slangebid. Orfeus sørgede så meget, at han fik lov til at gå ned i dødsriget for at hente hende tilbage til livet. I dødsriget lykkedes det ham ved sin sang at overtale Hades til frigive hende. Der var betingelser: hun skulle gå bag ham på vejen op, og han måtte ikke se sig tilbage. Men tvivlen blev ham for stor, så han vendte sig om; og i samme nu opløstes hun til en skygge, så han mistede hende for evigt.
Som enkemand vendte Orfeus ryggen til sex, og rasende ciconiske kvinder, der dyrkede Dionysos, smed grene og stene efter ham, mens han spillede; men hans musik var så smuk, at både grene eller stene nægtede at skade ham. I stedet rev de rasende kvinder ham itu under et bacchisk orgie. Hans levninger smed de i Evros, grænsefloden mellem dagens Tyrkiet og Grækenland. Hans hoved og lyren fortsatte dog med at synge og spille, mens de drev nedad Evros mod havet, hvor havstrømmene førte dem i land ved Lesbos. Øens indbyggere bar hovedet op i en hule, hvor de byggede en helligdom til hans ære. Det afskårne hoved profeterede, indtil oraklet på Lesbos blev mere berømt end oraklet i Delfi, så Apollon så sig nødt til at bede sin søn og rival om at bringe sin profeteren til ophør. Orfeus' afrevne lemmer blev opsamlet og begravet af muserne. Hans lyre satte de på himlen som et stjernebillede.

## En beslægtet nordisk version
I Danmark og Sverige kendes folkevisen Harpens kraft. På islandsk hedder den Gautakvæði, på Orknøerne King Orfeo  og på norsk Villemann og Magnhild eller Gudmund og Signeliti. Den hører i genren middelalderballade. Magnhild græder, fordi hun ved, det er hendes skæbne at drukne i åen, som hendes søstre har gjort. Villemann bygger en solid bro, men alligevel snubler hesten under hende, så hun falder i vandet; men Villemann spiller på sin harpe, så nøkken tvinges til at slippe pigen fri.

## Orfismen

### Ophav
Orfeus fik sin egen mysteriereligion i Grækenland – kaldt orfisme eller orficisme - den første universelle religion, i den betydning at den ikke var knyttet til stamme eller nation, men var åben for enhver, der fulgte dens regler. Græsk tankegang var traditionelt domineret af en stærk skæbnetro, fatalisme, der fremtræder klart hos Homer; en understrøm af resignation og pessimisme udtrykt i troen på menneskehedens fald fra guldalder til den nuværende jernalder, der ikke giver håb om nogen bedring i fremtiden, og af Euripides udtrykt med ordene: "Bedst for mennesket er det ikke at være født; næst bedst er et at dø ung." Den samme dysterhed ses hos stoikere i senantikken som Marcus Aurelius. Hos Homer er tilværelsen efter døden ydermere et dystert ophold i Hades, mens Hesiod slet ikke omtaler noget liv efter døden. - Som et modsvar til alt dette mørke kom Dionysos-kulten nordfra, hvor besættende musik og vild dans gav deltagerne følelsen af hæve sig op til guden i jublende "entusiasme", dvs forening med guden. Den orfiske sekt drev en udstrakt missionsvirksomhed i den græske verden, forespejlende sine deltagere et liv i salighed efter døden. Tilbuddet omfattede alle, også slaverne. Sin faste form fik den orfiske religion i Attika i århundredet før perserkrigene. Den blev aldrig nogen officiel religion i Grækenland; men dens idéer kom til at påvirke den filosofiske tænkning stærkt med forestillingerne om en udødelig sjæl, om løn og straf i det hinsidige, og sit splittede, dualistiske verdenssyn med sjæl og legeme som modsætninger, hvor legemet kaldtes "sjælens grav". Vejen til et saligt liv må derfor lede væk fra alt, der hører legemet til, ved renselse og askese; især skulle man afstå fra kødspisning. Tanken på det hinsidige tog stor plads hos denne sekt; for at forsone guderne, måtte mennesket passere gennem forskellige dyre- og menneskelegemer for at opnå endelig forening med guddommen. Hos Empedokles, Pythagoras, Platon og nyplatonismen spiller tanker fra orfismen en betydelig rolle.
Den begyndte som kulten for Dionysos-Bacchus, den rasende gede-gud, der fra det barbariske Thrakien spredte sig sydpå, hvor de joniske vismænds dyrkelse af Pantheon bedst kunne beskrives som en høflig ateisme. Et åndeligt tomrum tiltrak sig dyrkelsen af den hornede gud nordfra. Dette massehysteri fik øvrigheden til at rydde plads for Dionysos blandt guderne, med rang tilsvarende Apollon. Orfismen regnes for at være begyndt som en reformbevægelse indenfor Dionysoskulten. I 400-tallet f.Kr. fik den stor tilslutning, især i Attika, Syditalien og Sicilien. Videre spredte den sig til Romerriget, særlig i republikkens sidste tid og begyndelsen af kejsertiden.

### Historie
Før Milets fald i 494 f.Kr. fandt man tegn til en nedgangsperiode i græsk kultur; og som det senere ses ved bystaternes undergang og overgangen til den hellenistiske periode, førte utrygheden tidens tænkning i retning af skepticisme og mysticisme. I Milet førte den religiøse opblomstring til fremvækst af elementer, der ikke udtrykkes hos Homer, som var talsmand for den græske adels religion med sine fjerne, olympiske guder. Homers religion lagde vægt på den virkelighed, vi oplever i levende live. Den orfiske religion kredser i stedet om livet efter døden. For den er sjælen det vigtigste, holdt indespærret i kroppen. Orfikerne troede på sjælevandring, men ikke i vores forstand. De tænkte sig ikke, at personligheden overlevede kroppen; for grækerne var personligheden tværtimod en del af kroppen. Men ved at føre et asketisk liv ville krop og sjæl renses, så sjælen fik en chance til at undslippe og vende hjem til gudernes sfære for godt. Denne opfatning kan have haft en østlig oprindelse.

### Ritualer
Man kunne også blive genfødt som et dyr. Orfisterne var derfor vegetarianere og protesterede mod statskultusens blodofre. En beskrivelse af deres sjælevandringslære findes i Platons dialog Timaeos. Deres oplevelse af genfødelse som en besudling af sjælen genspejles i deres ritual med at tilsvine kroppen, hvor mysteriernes deltagere blev indgnedet med slam, klid, gips eller kalk, og derpå vasket rene. De frommeste medbragte hele familien og gentog dette renselsesritual hver måned. Orfismen praktiserede også en del primitive tabuer, såsom forbud mod at spise bønner og kød; mod at røre en hvid hane, og at se sig i spejlet ved siden af et tændt lys.

### Menneskets skabelse
I orfismens kosmogoni er urprincippet tiden i skikkelse af guden Chronos, der frembragte verdensægget, hvorfra udrugedes verdens skaber, Eros eller Fanes. Han var overmåde smuk, med tre hoveder (et gudehoved i midten, på siderne tyre- og løvehoved) og gyldne vinger, og han var tvekønnet. I én version af den orfiske myte indledte Zeus vores tidsalder med at sluge Fanes og voldtage sin datter Persefone, som genfødte Dionysos. Af jalousi lod Hera de øvrige guder dræbe og spiste den unge gud, så kun hans hjerte blev tilbage, mens Zeus brændte titanerne med sin tordenkile. I en anden version var det titanerne, der dræbte og åd Fanes; men Athene fik dog reddet sin brors hjerte og gav det til Zeus, der spiste det og derved bragte Dionysos tilbage til livet. Titanerne blev brændt til aske af Zevs' hævnende lyn; af asken blev menneskene skabt, og har derfor en guddommelig gnist i sig, som stammer fra Dionysos; men er også smittet af noget ondt fra titanerne.
Til gengæld optræder Orfeus selv ofte i klassisk litteratur som eksempel på renhed og selvopofrelse, og de orfiske bøgers udbredelse er et tydeligt bevis på bevægelsens nære forbindelse med andre former for Dionysosmysterier ("bacchanalier"). I bevarede framenter lyder det:
Zeus er den første. Zeus tordneren er den sidste.
Zeus er hovedet. Zeus er midten, og Zeus er alle skabte ting.
Zeus er hankøn. Udødelige Zeus er hunkøn. 

### Kultisk organisation
Der findes ingen spor efter nogen organiseret orfisk kult; der var hverken særlige kultsteder eller egentlige menigheder, selv om orfikerne i hellenistisk tid dannede grupper. Kultens kerne synes i klassisk tid at have været omvandrende tiggerpræster, som Platon og Theofrastos kalder gemene svindlere. Ved hjælp af hellige bøger foretog præsterne angivelige renselser eller indvielser, teletai, både af enkeltpersoner, slægter eller hele byer.

### De orfiske guldtavler
"Jeg dør af tørste, giv mig at drikke af erindringens vand," står der på en orfisk guldtavle, med henvisning til sjælens guddommelige ophav. Der er fundet 35 af disse små tavler i grave fra græsk og romersk antik. Teksterne varierer i længde fra ét ord til vers på seksten linjer. De længre tekster giver råd om, hvordan afdødes sjæl skal finde vej og klare sig i underverdenen.

## Eftermæle
Orfismen fik øget betydning i hellenismen, da den havde foregrebet de tanker om dualisme og frelse, som præger denne periode. Både Pythagoras, Platon, Pindar og de kristne gnostikere var påvirket af den orfiske tankegang, som dermed kom til at sætte sit præg på den senere europæiske kultur.
Historien om Orfeus og Eurydike kendes fra Virgils klassiske version, der afslutter hans digt om landbrug. Det er her, den tragiske slutning lanceres. Ovids version af myten, kap. 10 i Metamorphoses, blev udgivet nogle tiår senere og hævder, at Eurydikes død ikke skyldtes, at hun flygtede for fårehyrden, men fordi hun dansede på sin bryllupsdag. Sagnet er også gengivet i Platons Symposium, hvor Platon skildrer Orfeus som en kujon, der ikke vælger døden for at være sammen med sin elskede. Fordi han valgte den fejeste løsning - at forblive i live - spottes han af guderne, ifølge Platon ved først at præsenteres for et genfærd af sin kone, ikke den virkelige kvinde - og derefter ved at blive dræbt af en forsamling kvinder, mænaderne.
Aristofanes skildrer i sin komedie Skyerne, opført på Athens Dionysosteater 423 f.Kr., sin ven Sokrates til en parodi på en orfist, der indvier en aldrende bedsteborger til "den rette forståelse af de guddommelige ting": Den gamle sætter sig på en skammel og lægger en krans om sit hoved, hvorpå Sokrates gnider to pimpstene mod hinanden over hans hoved, så han støves til. I Hippolytus med kransen af Euripides, opført på Athens Dionysosteater 428 f.Kr., skælder kong Theseus sin søn, orfisten Hippolytus ud, efter at have ham mistænkt for at forgribe sig på sin stedmor dronningen:
"Så du skal være så ophøjet -
at du skal færdes mellem guder, ren og skær
og sædelig! Ja, pral du bare alt du kan.
For jeg tror aldrig, guderne har mistet al
forstand og vil mig ondt. Nej, pral du bare
af det, du spiser, at det ikke er fra dyr,
men rene plantekost - hykler, som du er!
Bøj du kun ryg for Orfeus som din rette drot,
og vær du vildt begejstret for hans bunke skrifter
 - det rene nonsens!" 

## Sir Orfeo
En 1300-tals anonym engelsk versroman omgjorde myten til et eventyr, hvor dronning Heurodis (= Eurydike) røves fra sin ægtemand Orfeo af feernes konge (= Hades). Sir Orfeo er i lighed med Orfeus en udsøgt harpespiller, og i versromanen ender historien lykkeligt. Den er bevaret i tre forskellige versioner. Den græske myte er her iblandet keltisk folketro, hvor der er en stærk forbindelse mellem feer og de døde.

## Moderne genfortællinger
Christoffer Boes debutfilm Reconstruction udsætter hovedpersonen for samme prøvelse.
Filmen Orfeu Negro fra 1959 vandt de gyldne palmer samme år. Her udspiller historien sig under karnevalet i Rio de Janeiro.
Fortællingen om Orfeus og Eurydike er et gennemgående tema på Arcade Fires album Reflektor. De to sagnfigurer pryder pladens omslag, og de to sange Awful sound (Oh Eurydice) og It's Never Over (Hey Orpheus) er en moderne genfortælling af myten.
Anaïs Mitchells broadway-musical Hadestown (en) er en moderne genfortælling af myten. I musicalen sælger Eurydike sin sjæl til Hades for at undslippe fattigdom.

## Den nyere tids strid mellem Bulgarien og Grækenland om Orfeus' grav
Siden antikken har man regnet Orfeus grav for at ligge i nærheden af Olympos i byen Libethra. I løbet af 2000-tallet erklærede bulgarske arkæologer, ledet af professor Nikolai Ovtjarov, at man havde fundet Orfeus' grav. Orfeus har været benyttet i reklame for bulgarsk turisme. På bulgarsk side afviste man, at Orfeus levede hovedsagelig nær Olympos på et sted kaldet Pimpleia, og det blev hævdet, at "Bulgarien var Orfeus' land". Mytens hellenistiske oprindelse blev afvist med en påstand om, at "Orfeus levede i Bulgarien", i strid med, at Orfeus var en antik græsk myte.